# 배리선
배리선(Barrie line)은 캐나다 온타리오주의 광역 토론토 지역을 실어나르는 GO 트랜싯의 7개 통근 열차 노선 중 하나로, 토론토 유니언역에서 출발하여 북쪽으로 배리까지 이어진다. 1982년부터 1990년까지, 또한 1993년부터 2007년까지, 이 노선은 브래드퍼드역에 종착하여 브래드퍼드선 (Bradford line)으로 알려져있었으나 2007년 12월 17일에 종점이 배리 사우스역으로 연장되어 오늘날의 명칭을 유지하였다.
2014년 기준, 배리 선은 하루 평균 1만 7천여 명의 승객을 수송하였으며 2012년 7500명에 비해 두 배 늘어난 수치이다.

## 역사
토론토에서 배리까지 철도가 놓인 때는 1852년, 온타리오, 심코 & 노던 철도가 공사를 시작할 무렵이였다. 토론토와 매첼스코너스 (오늘날의 오로라)를 오가는 여객 열차가 1853년 5월 16일에 운행을 개시하였다. 1853년 10월 11일부터는 이 노선이 배리까지 연장되었고 이후 북쪽인 콜링우드까지 연장되었다.
1888년, 이 노선의 운영권은 그랜드 트렁크 철도로 넘어갔고 1923년에는 캐나다 내셔널 철도로 인수되었다. 여객 철도 수요 대부분은 장거리 수요였으며 출퇴근과는 무관하였다. 배리는 토론토와 콜링우드, 노스베이, 서드버리를 잇는 철도의 중간 정차역에 불과하였다. 토론토와 배리 간에 통근 열차가 생긴 건 1972년 4월 1일, CN 철도가 캐나다 교통국의 지시로 통근 열차 운행을 시작하면서부터였다. 연방 정부가 여객 철도 소관을 CN에서 VIA 철도로 이관하면서, 1978년부터 VIA 열차가 운행하기 시작하였다.
1981년에 캐나다에 경기 침체가 일어 연방 자유당의 피에르 트뤼도 정부는 VIA 철도의 보조금을 삭감하였다. 연방 정부는 VIA 철도 노선의 20%를 단축하였으며 이에 따라 배리, 스토우빌, 피터버러로 가는 철도 노선의 운행이 완전히 중단되었다. 운행 중단에 따른 여론 반발로 온타리오 주 정부는 연방 정부 대신 운행이 중단된 구간을 대신 운행하기로 하였다. 이는 광역 토론토 지역 주민들을 실어나르는 GO 트랜싯의 목적과 부합하였기 때문이기도 하다. 온타리오 주 교통부는 토론토에서 피터버러까지 열차를 운행하지 않았으나 배리와 스토우빌 선을 GO 트랜싯 운행 노선에 추가하였다. 1982년 9월 7일, 유니언 역에서 브래드퍼드까지 처음으로 GO 트랜싯의 통근 열차가 운행을 시작하였다. 브래드퍼드에서 배리까지는 연계 버스가 운행하였다.

### 더딘 북부 연장
GO 트랜싯은 개통 처음에 토론토 방면 열차 1편, 브래드퍼드 방면 열차 1편으로 시작하여 메이플, 킹시티, 오로라, 뉴마켓, 브래드퍼드에 정차하였다. 1990년 9월 17일, 온타리오 주 자유당의 데이비드 피터슨 정부는 배리까지 연장을 발표하고 추후 오릴리아까지 연장 가능성을 시사하였다. 그러나 배리 연장 구간은 승객 수가 저조하여 1993년 7월 5일, 신민주당 정부의 경기 침체에 따른 예산 감축으로 종점이 브래드퍼드로 단축되었다.
개통 직후, 브래드퍼드 선은 GO 트랜싯에서 가장 저조한 승객 수를 기록하였으나, 광역 토론토 지역의 급속한 성장으로 토론토 북쪽 연선의 수요도 늘어나게 되었다. 1998년 9월 8일, 브래드퍼드 선에 두 번째 열차가 운행을 시작하여 몇 달만에 승객 수가 45% 증가하였다. GO 트랜싯은 또한 노선 중간에 정차역을 추가하였는데, 2001년 1월 7일에는 러더퍼드 로드에, 2002년 9월 6일에는 요크 대학교, 2004년 11월 1일에는 이스트귈림버리에 정차역이 신설되었다.
1990년대 말에 배리가 급격한 도시 성장을 겪으면서 통근 열차 노선 연장의 꿈을 놓지 않았다. 이 계획은 캐나다 내셔널 철도가 뉴마켓 선 배리-워셔고 구간을 폐선하면서 복잡해지기 시작하였다. 이에 따라 토론토까지 운행하는 여객 열차는 배리와 오릴리아에 더 이상 정차하지 않게 되었고 온타리오 노스랜드 철도는 심코 호 동쪽의 밸라 선을 따라가야 했다.

### 배리 연장
메트로링스는 2009년 12월 15일에 CN 요크 선 북쪽의 뉴마켓 선을 6800만 달러에 사들였으며 더 이상 노선을 방치해두지 않겠다고 공언하였다. 그 이전에는 요크 선의 기존 스나이더 분기점에 철교를 설치하여 2006년 12월에 운행을 시작하였고, 2007년 12월 17일에는 주 정부와 연방 정부의 예산 지원으로 브래드퍼드 선 열차는 배리 남쪽에 있는 배리 사우스 역까지 연장되었다. 배리 사우스 역에서 시내까지는 여전히 셔틀 버스가 운행하였다.
2009년 말에는 메트로링스가 CN으로부터 사들인 뉴마켓 선의 선로, 건널목, 신호를 개량하는 계획을 발표하였다. 이 계획안에는 새로운 차량 기지와 배리 시내에 심코 호를 따라 위치해있는 역사적인 앨런데일 역을 재개방하는 방안이 포함되어있다. 2012년 1월 29일, 공사 지연 끝에 첫 열차가 앨런데일 워터프론트 역에 진입하였고 다음 날 본격적으로 운행을 시작하였다.
2012년 여름에 들어서서 5대의 열차가 배리와 토론토까지 운행하기 시작하였고 같은 해 5월 말에는 주말과 공휴일에도 열차가 운행할 예정임을 밝혔다. 주말 열차 승객은 개통 처음에 하루 평균 150명 미만으로 저조하였지만 2013년 여름에 재개하였을 때에는 200명 이상으로 늘어났다.
2016년 12월, 스티븐 델 두카 온타리오 주 교통부 장관은 연중 내내 주말과 공휴일에 배리 선 열차를 운행할 계획을 밝혔다. 아침에 세 대의 열차가 앨런데일 워터프론트 역을 출발하여 한 대는 늦은 저녁에 돌아오고, 다른 두 대는 저녁에 돌아오게 된다. 이와 더불어 토요일, 일요일, 공휴일 낮과 이른 저녁에 오로라에서 유니언 역까지 7대의 열차가 운행하며 배리에서 뉴마켓까지 버스가 연계하여 운행할 예정임을 밝혔다. 이에 따라 배리 선은 레이크쇼어 선 다음으로 열차가 1년 365일 운행하는 노선이 되었다. 그럼에도 불구하고 키치너 선과는 달리 주말 낮 시간대와 저녁에는 양방향으로 열차가 운행하지 않았다. 하지만 배리 선의 증편 계획을 볼 때 주말 상시 운행은 시간 문제였다.
2017년 9월 2일부터 평일 러시 아워에 브래드퍼드와 유니언 간 열차 한 대가 증편되고, 메이플에서 시종착하던 두 대의 러시 아워 열차는 앨런데일 워터프론트까지 종점이 연장되었다. 또한 배리 선 열차는 기존 6량에서 12량으로 증결되었고, 낮과 저녁 열차 또한 12량으로 증결되었다.
2017년 12월 17일, 토론토 지하철의 영-유니버시티 선 종점이 본 메트로폴리탄 센터 역까지 연장됨에 따라 12월 30일에 토론토 지하철과 환승이 가능한 다운즈뷰 파크 역이 개통하였다. 다운즈뷰 파크 역이 개통됨에 따라 인근의 요크 유니버시티 역은 운행이 중단될 예정이였으나 요크 대학교 학생들의 요청으로 평일 러시 아워에 한해 계속 운행하게 되었다.

### 미래
메트로링스가 CN 요크 선 이북 구간을 소유하는 한 배리 선 열차는 안정적으로 운행을 계속하게 되고 열차 수도 승객 수가 늘어나는 대로 같이 늘어나게 될 전망이다. 메트로링스가 발표한 광역급행철도 계획안에 따르면 선로 개량으로 토론토 유니언 역에서 오로라 역까지 매일 15분 간격으로, 앨런데일 워터프론트에서 유니언 역까지는 평일 오전 30분 간격, 반대 방향 평일 오후 30분 간격, 주말에는 양방향 1시간 간격으로 운행할 계획에 있다. 배리 선에 중간 정차역이 몇 군데 추가될 가능성도 있는데, 7번 고속도로가 맞닿는 본 콩코드에 역이 추가될 것으로 보이며, 개통 시 요크 지역 교통국의 비바 간선 급행 버스로 갈아탈 수 있게 된다. 또다른 추가 예정역은 뉴마켓 이니스필의 멀록 드라이브와 토론토 시내의 프론트 / 스파다이나에 계획되어있다.
1990년 초부터 배리 선 열차를 오릴리아까지 연장하는 계획이 있었지만 앨런데일 워터프론트 이후 선로 구간은 폐선되었기 때문에 가능성은 농후하다. 콜링우드로 노선을 연장하는 방안도 있긴 하지만 선로 개량이 필요하다.

## 운행 계통
2018년 7월 기준으로, 배리 선 열차는 평일 아침 러시 아워에 배리의 평일 아침 러시 아워에 배리의 앨런데일 워터프론트 역에서 7대의 열차가 출발하며 평일 오후 러시 아워에 6대, 늦은 저녁에 1대가 돌아온다. 이와 더불어 브래드퍼드 역에서 아침 러시 아워에 3대의 열차가 출발하고 오후 러시 아워에 3대가 돌아온다. 평일 낮과 저녁에는 오로라 역과 유니언 역 구간에 1시간 간격으로 열차가 운행한다. 토요일과 일요일에는 아침에 앨런데일 워터프론트 역에서 세 대의 열차가 출발하며 저녁에 세 대의 열차가 돌아온다. 낮과 저녁에는 평일과 마찬가지로 오로라 역과 유니언 역간 1시간 간격으로 열차가 운행한다.
통근 열차가 운행하지 않는 시간대와 방향에는 63번 (토론토-킹시티), 65번 (토론토-뉴마켓), 68번 (뉴마켓-배리) 버스가 통근 열차를 대신해 운행한다.

### 환승
배리 선은 아래와 같은 대중교통 운영 기관으로 갈아탈 수 있다.
- 배리 교통국: GO 트랜싯의 통근 열차에서 배리 교통국 버스로 갈아탈 경우 시내버스에 무료로 승차할 수 있다.[14]
- 브래드퍼드 웨스트귈림버리 교통국: GO 트랜싯과 BWG 교통국으로 갈아타는 경우 별도의 환승 할인은 존재하지 않으며 따로 요금을 지불해야 한다.
- 요크 지역 교통국: GO 트랜싯 통근 열차 역에서 GO 통근 열차나 버스에서 YRT 버스로 갈아타는 경우 1달러만 지불하면 된다.[15]

## 역 목록
배리 선에는 토론토 유니언 역을 포함해 총 12개 역이 있는데, 이 중 유니언 역을 포함한 5개 역은 캐나다 문화유산 철도역 보호법에 따라 문화재로 보호를 받고 있다. 앨런데일 워터프론트 역과 뉴마켓 역은 기존 역이 존재하지만 다른 용도로 쓰이고 있고 오로라 역과 메이플 역은 기존 역이 지금까지 쓰이고 있다.
| 한글 역명           | 영문 역명            | 개장일           | 환승 노선                        |
| ------------------- | -------------------- | ---------------- | -------------------------------- |
| 앨런데일 워터프론트 | Allandale Waterfront | 2012년 1월 28일  | 배리 교통국                      |
| 배리 사우스         | Barrie South         | 2007년 12월 17일 | 배리 교통국                      |
| 브래드퍼드          | Bradford             | 1982년 9월 7일   | 브래드퍼드 웨스트귈림버리 교통국 |
| 이스트귈림버리      | East Gwilimbury      | 2004년 11월 1일  |                                  |
| 뉴마켓              | Newmarket            | 1982년 9월 7일   |                                  |
| 오로라              | Aurora               | 1982년 9월 7일   |                                  |
| 킹시티              | King City            | 1982년 9월 7일   |                                  |
| 러더퍼드            | Rutherford           | 2001년 1월 7일   |                                  |
| 다운즈뷰파크        | Downsview Park       | 2017년 12월 30일 |                                  |
| 유니언              | Union                | 1982년 9월 7일   | 암트랙                           |